# Giải César cho phim của Liên hiệp châu Âu hay nhất
Giải César cho phim của Liên hiệp châu Âu hay nhất là một giải César dành cho phim của các nước thành viên Liên hiệp châu Âu được bầu chọn là hay nhất. Giải này được lập ra năm 2003 và chỉ tồn tại trong 3 mùa giải, sau đó bị bãi bỏ. Riêng năm 2005, có 2 phim cùng đoạt giải.
Dưới đây là danh sách các phim đoạt giải và các phim được đề cử theo từng năm:
Giải năm 2003
Talk to Her (Hable con ella), của Pedro Almodóvar, (Tây Ban Nha)
11'9"01 September 11, của Robert Altman, Claude Lelouch, Ken Loach & Alejandro González Iñárritu, (Anh, Pháp, Hoa Kỳ, Iran)
The Man Without a Past (Mies vailla menneisyyttä), của Aki Kaurismäki, (Phần Lan)
Sweet Sixteen, của Ken Loach, (Anh)
Giải năm 2004
Good Bye, Lenin!, của Wolfgang Becker, (Đức)
Dogville, của Lars von Trier, (Đan Mạch)
The Magdalene Sisters, của Peter Mullan, (Anh, Ireland)
The Best of Youth (La meglio gioventù), của Marco Tullio Giordana,(Ý)
Respiro, của Emanuele Crialese, (Ý, Pháp)
Giải năm 2005
Ae Fond Kiss..., của Ken Loach, (Anh, Bỉ, Đức, Ý, Tây Ban Nha)

Life Is a Miracle (Život je čudo), của Emir Kusturica (Yugoslavia, Pháp)
Bad Education (La mala educación), của Pedro Almodóvar, (Tây Ban Nha)
Mondovino, của Jonathan Nossiter, (Argentina, Pháp, Ý, Hoa Kỳ)
Saraband, của Ingmar Bergman, (Thụy Điển)